# 明日からがんばる!
『明日からがんばる!』（あしたからがんばる）はもりちかによる日本の漫画作品。『電撃マオウ』（アスキー・メディアワークス）にて連載された。

## 登場人物
春日野 みかげ（かすがの-）
18歳。漫画家志望の大学一年生。
芦屋 公子（あしや きみこ）

## 単行本
1. 2011年2月 ISBN 978-4-04-870289-8
2. 2012年2月 ISBN 978-4-04-886300-1